# ولادیمیر اشترک
ولادیمیر اشترک (انگلیسی: Vladimir Šterk; ۵ ژانویهٔ ۱۸۹۱ – ۶ مارس ۱۹۴۱) معمار اهل کرواسی بود.